# Nalgonda (distrito)
O distrito de Nalgonda é um distrito do estado indiano de Telanganá. O distrito de Nalgonda tem o maior número de mandais do estado, com 31 mandais.
O distrito de Nalgonda tem uma área de 7.122 km². Segundo o censo de 2011, este distrito tinha uma população de 1.618.416 habitantes e uma densidade populacional de 230 habitantes/km².
A sua capital é Nalgonda.

## Mandalas
| 1 Bommalaramaram 2 M Turkapalle 3 Rajapet 4 Yadagirigutta 5 Alair 6 Gundala 7 Thirumalagiri 8 Thunga Thurthi 9 Nuthankal 10 Atmakur (S) 11 Jaji Reddi Gudem 12 Saligouraram 13 Mothkur 14 Atmakur (M) 15 Valigonda 16 Bhongir 17 Bibinagar 18 Pochampalle 19 Choutuppal 20 Ramannapeta | 21 Chityala 22 Narketpalle 23 Kattangoor 24 Nakrekal 25 Kethepalle 26 Suryapet 27 Chivvemla 28 Mothey 29 Nadigudem 30 Munagala 31 Penpahad 32 Vemulapalle 33 Thipparthi 34 Nalgonda 35 Munugode 36 Narayanapuram 37 Marri Guda 38 [Chandur] 39 Kangal 40 Nidamanur | 41 Thripuraram 42 Miryalaguda (మిర్యాలగూడ) 43 Garide Palle (గరిడేపల్లి) 44 Chilkur 45 Kodad 46 Mellachervu 47 Huzur Nagar (హుజూర్ నగర్) 48 Mattampalle 49 Neredu Cherla (నేరేడుచెర్ల) 50 Dameracherla 51 Anumula 52 Peddavura 53 Pedda Adiserlapalle 54 Gurrampode 55 Nampalle 56 Chintha Palle 57 Devarakonda 58 Gundla Palle 59 Chandam Pet |  |